# Alos-Sibas-Abense
Alos-Sibas-Abense ist eine französische Gemeinde mit 305 Einwohnern (Stand 1. Januar 2022) im Département Pyrénées-Atlantiques in der Region Nouvelle-Aquitaine. Die Gemeinde gehört zum Arrondissement Oloron-Sainte-Marie und zum Kanton Montagne Basque (bis 2015: Kanton Tardets-Sorholus).
Die Bewohner werden Aloztar-Ziboztar-Oniztar genannt. Der Name in der baskischen Sprache lautet Aloze-Ziboze-Onizegaine.

## Geographie
Alos-Sibas-Abense liegt circa 30 Kilometer südwestlich von Oloron-Sainte-Marie in der historischen Region Soule, einer der drei historischen Territorien im französischen Teil des Baskenlands.
Umgeben wird Alos-Sibas-Abense von den Nachbargemeinden:
- Ossas-Suhare und Trois-Villes im Norden,
- Tardets-Sorholus im Osten,
- Laguinge-Restoue und Lichans-Sunhar im Süden sowie
- Alçay-Alçabéhéty-Sunharette und Camou-Cihigue im Westen.

Alos-Sibas-Abense liegt im Einzugsgebiet des Flusses Adour am linken Ufer des Saisons. Der Aphura durchquert die Gemeinde und mündet in den Saison, ebenso wie der Bach Jaga, der im Gebiet der Gemeinde entspringt.

## Geschichte
Der Ortsname von Sibas taucht bereits im Jahre 1178 auf, der Name von Alos im Jahre 1375, der von Abense im Jahre 1385. Im Weiler Sibas befand sich der Wohnsitz einer der zehn Ortsvorsteher der Soule.
Die Einwohner der Gemeinden entwickelten eine besondere Technik der kontrollierten Verbrennung, französisch: Écobuage. Zu diesem Zweck wird die oberste Schicht der Wiesen abgetragen, getrocknet und verbrannt, um die Asche wieder auf die Wiesen zu verstreuen. Diese Düngungsmethode wurde im Wesentlichen zwischen dem 13. und 18. Jahrhundert angewendet, bis im 19. Jahrhundert neuartige Dünger aufkamen. Dennoch wird die traditionelle Methode weiterhin im Winter eingesetzt, um die landwirtschaftlichen Flächen von Farnen und Brombeersträuchern zu befreien.
Die Dörfer Alos und Sibas schlossen sich im Oktober 1843 zusammen. Ein Teil der Ortschaft Abense-de-Haut wurde im April 1859 der neuen Gemeinde Alos-Sibas-Abense zugefügt, ein anderer Teil zur Kommune Tardets.

## Wappen

Wappen von Alos-Sibas-Abense

Das Wappen lässt sich folgendermaßen interpretieren:
Die blauen Wellen im oberen Teil repräsentieren die Flüsse Saison und Apoura. Die Brücke steht für die fünf Brücken im Ort und ist im übertragenen Sinne ein Sinnbild der Verbundenheit und Eintracht. Das Sonnenrad über der Brücke bezieht sich in dieser einfachen Form auf die baskische Mythologie. Das Licht und Wärme der Sonne ermöglicht das Leben und erinnert durch den regelmäßigen Zyklus an die Auferstehung und das Ewige Leben.
Der schwarze Turm links unten steht für das Adelshaus von Sibas. Das Tintenfass und die Feder in der Mitte erinnern an die Familie Jauregiberri von Alos. Die Geschwister Jean, Madeleine und Clément waren Schriftsteller und baskische Aktivisten. Die drei Flammen stehen für das Adelshaus in Abense.

### Einwohnerentwicklung
| Jahr      | 1968 | 1975 | 1982 | 1990 | 1999 | 2008 | 2013 |
| --------- | ---- | ---- | ---- | ---- | ---- | ---- | ---- |
| Einwohner | 343  | 361  | 316  | 309  | 319  | 269  | 305  |

## Sehenswürdigkeiten
- Die Kirche Saint-Julien von Abense, gewidmet Julianus von Brioude, ist ein typisches Beispiel für die Region Soule mit dem charakteristischen Clocher trinitaire. Der Kirchturm weist drei Spitzdächer auf, jedes mit einem Kreuz versehen als Symbol für die Dreifaltigkeit. Die Glocken sind in zwei durchgehenden Maueröffnung im Kirchturm aufgehängt. Eine weitere Besonderheit ist die hohe Dachneigung des Kirchenschiffs von ca. 45°, um eine Ansammlung von zu vielem schweren Schnee zu vermeiden.[8]
- Kirche von Alos, zu Ehren Mariäs Himmelfahrt, ist ursprünglich im romanischen Stil im 11. oder 12. Jahrhundert erbaut und ist somit die älteste Kirche der Gemeinde. Das Bauwerk ist 1967 nach einem Erdbeben restauriert worden. Allein die Apsis ist heute vom Erstbau erhalten geblieben.[9]
- Kirche von Sibas, zu Ehren Martin von Tours. Das Baujahr dieser Kirche liegt zwischen denen der beiden anderen Kirchen von Alos-Sibas-Abense.[10]
- Adelshaus von Sibas. Das Haus ist bereits 1178 erwähnt. Allerdings ist der ursprüngliche Wohnsitz zerstört worden und das heutige Gebäude ist wahrscheinlich aus dem 13. Jahrhundert. Das Haus wird als Geburtshaus des Vaters von Johannes Baptist de La Salle angesehen, der Gründer der Ordensgemeinschaft der Brüder der christlichen Schulen.[11]

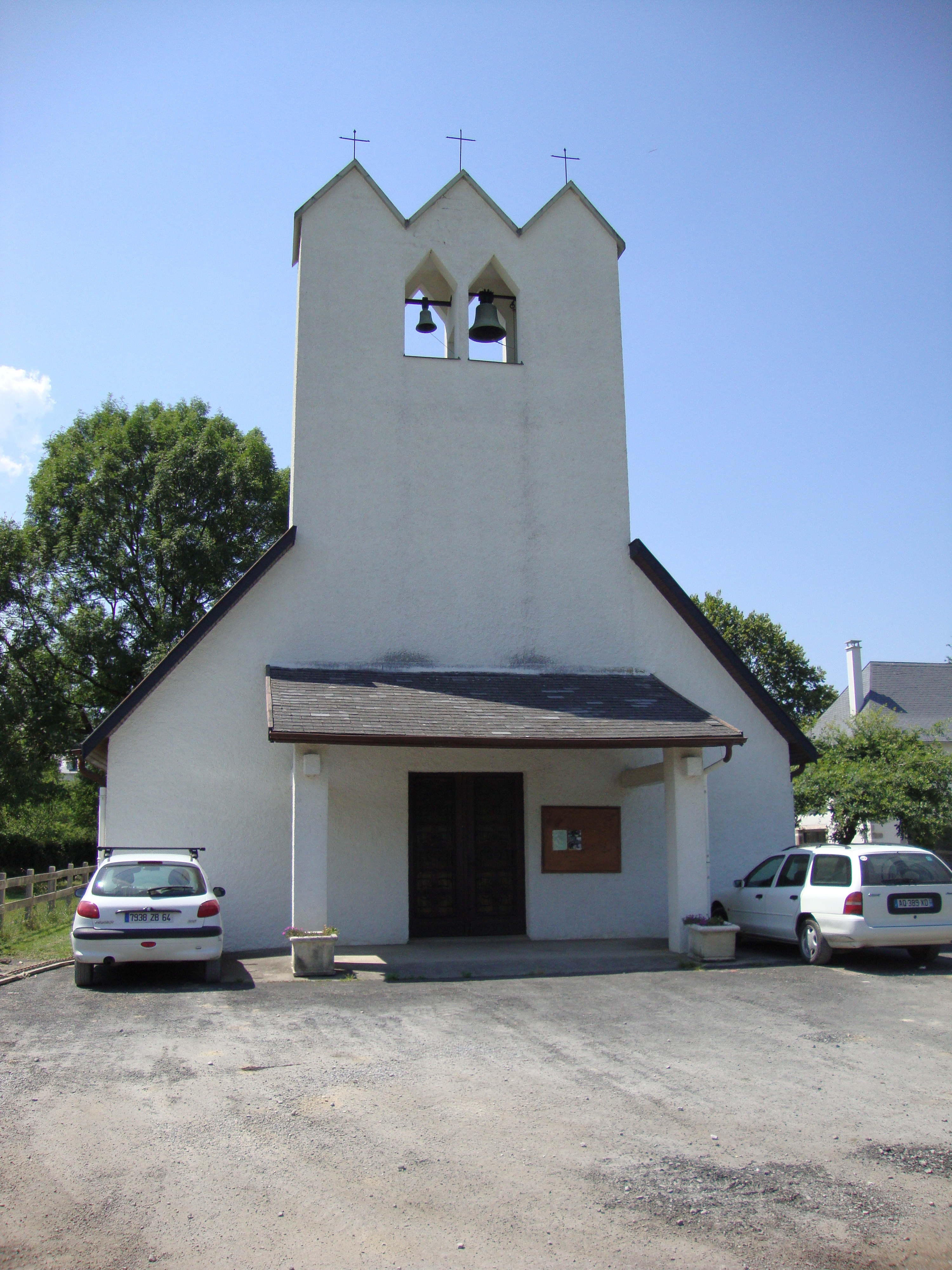
Kirche Saint-Julien von Abense
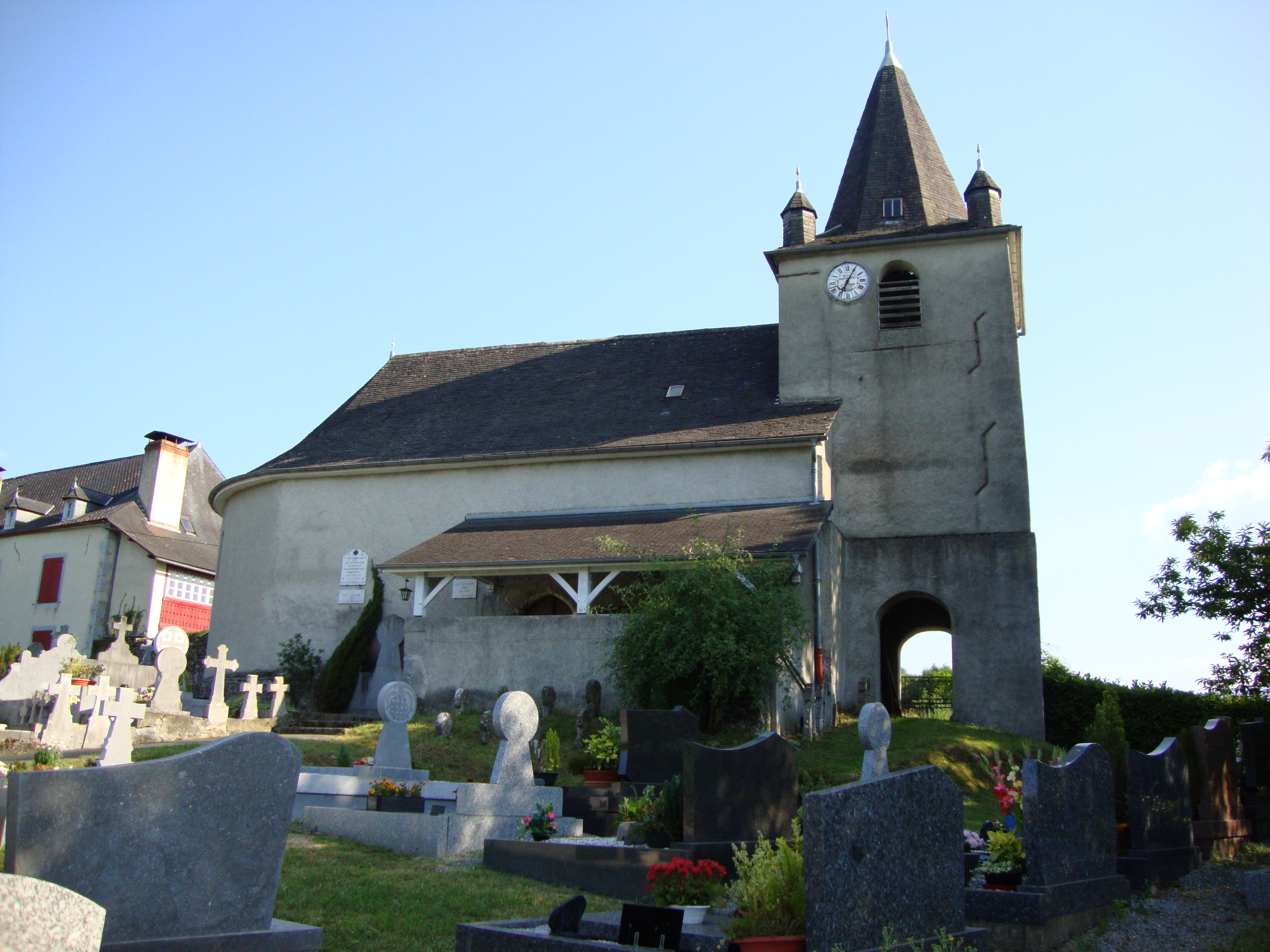
Kirche de l’Assomption von Alos
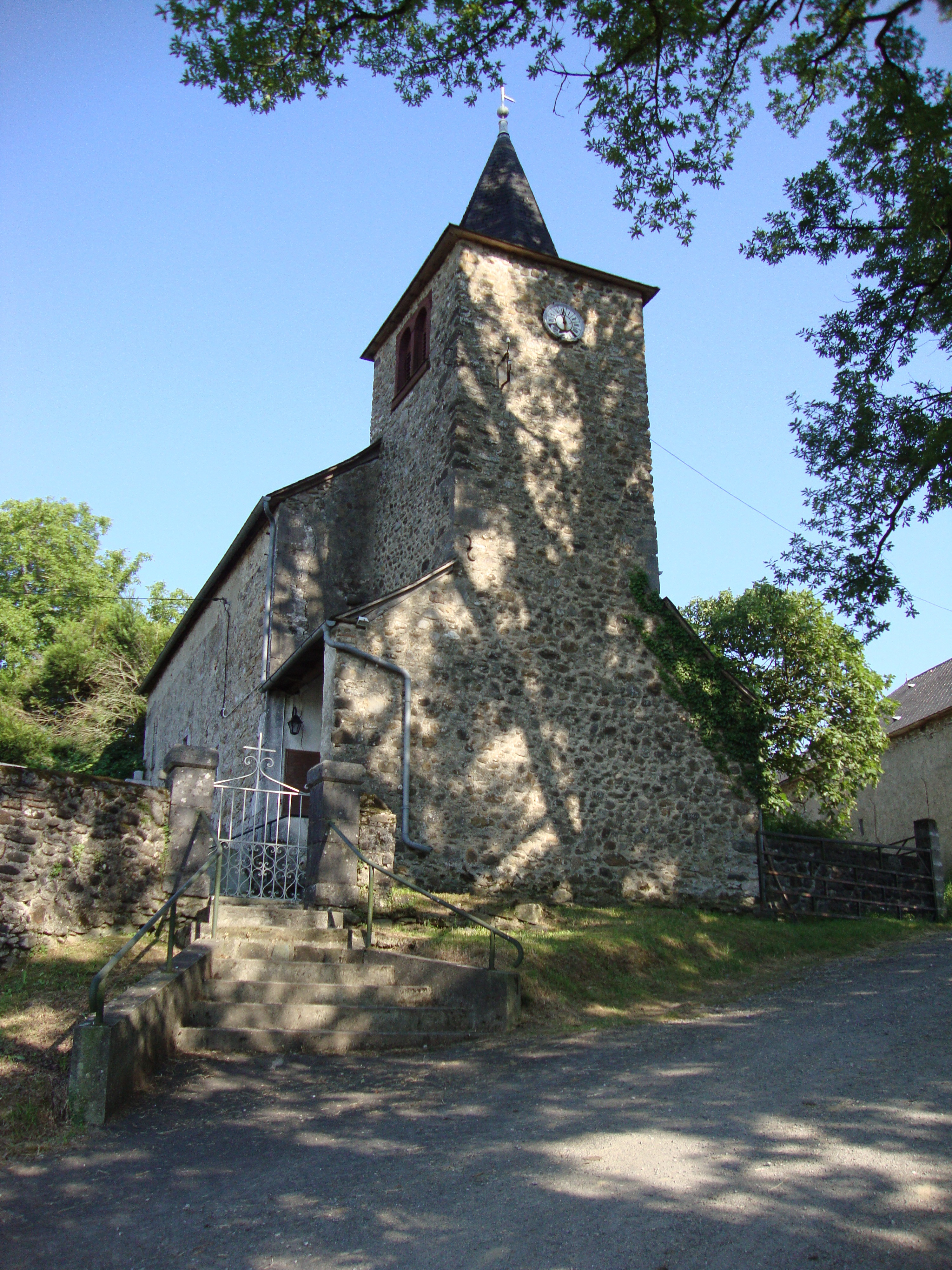
Kirche Saint Martin von Sibas

## Wirtschaft und Infrastruktur
Trotz des Aufkommens von Handwerk und Tourismus bleibt die Wirtschaft hauptsächlich von der Landwirtschaft bestimmt.
Alos-Sibas-Abense liegt in den Zonen AOC des Ossau-Iraty, ein traditionell hergestellter Schnittkäse aus Schafmilch, sowie der Schweinerasse und des Schinkens „Kintoa“.

### Verkehr
Die Route départementale 247 durchquert den Ort.